# Pullman Motor Car Company
Pullman (Пульман) — з 1905 року американський виробник автомобілів. Штаб-квартира розташована в місті Йорк, штат Пенсільванія. У 1914 році компанію купує група нью-йоркських інвесторів. У 1917 році компанія припинила виробництво автомобілів.

## Альберт Престон Брумелл

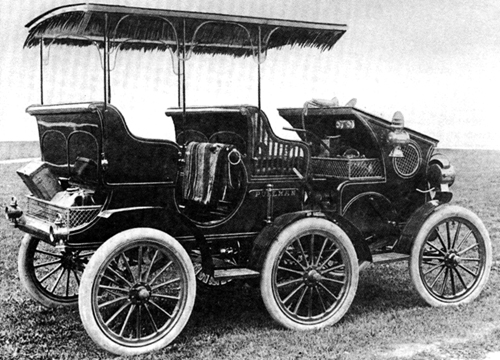
Шестиколісний Pullman Брумелла

Альберт Престон Брумелл у 1887 році в місті Йорк, штат Пенсільванія, заснував разом з Едмундом Сенксом фірму Broomell & Sanks, яка почала випускати парові обігрівальні агрегати. До цього Брумелл намагався не настільки успішно вести сталеливарний бізнес. У 1889 році частку Сенкса викупив Джордж Шмідт і фірма стала називатися Broomell, Schmidt & Company Limited, через рік до компанії приєднався Едвін Стейсі, і фірму перейменували в Broomell, Schmidt and Steacy Company. Основним видом діяльності були все ті ж опалювальні прилади. У 1903 році Альберт Брумелл будує на потужностях заводу автомобіль, який став першим в світі шестиколіснии самохідним апаратом. Брумелл вибрав саме шестиколісну схему, бо вважав, що саме шість коліс можуть забезпечити максимальний комфорт, як легендарні залізничні вагони Джоржа Пульмана. Брумелл настільки поважав комфортабельні вагони, що навіть свого первістка назвав Pullman.
Конструкція автомобіля мала ще кілька цікавих нюансів. Маючи три пари коліс, ведучим мостом був середній, крайні «візки» були керованими. Багато людей вважають, що керовану задню вісь придумали в 1980-ті роки японці, однак сталося це на 85 років раніше в Північній Америці. Передні і задні колеса поверталися в протилежні сторони. Однак сильні сторони нової машини на ділі виявилися «ахіллесовою п'ятою». По-перше, машина виявилася занадто важкою, а під середнім сидінням був лише двоциліндровий двигун власної конструкції, який був явно слабким. По-друге, дороги в той час були далекі від ідеалу, якщо машина перетинала якусь виїмку, то крайні колеса могли впиратися в краї ями, а середні, ведучі колеса крутилися в повітрі. По-третє, незвичайне рульове управління зіграло з автомобілем злий жарт — машина розбилася об телеграфний стовп (ніхто з двох джентльменів, які перебували тоді в Pullman, не загинув). Маневреність була на високому рівні, але замість керма застосовувався архаїчний важіль рульового управління.

## Компанія York Motor Car Company
Останки машини були розібрані, і почалася робота над наступним проектом. Для цього в 1904 році була заснована компанія The York Motor Car Co, компаньйонами Брумелла стали виробник гужового транспорту Семюел Бейлі і механік-моторист Джеймс Клайн. У 1905 році Клайн нарешті зібрав рухомий прототип автомобіля, під капотом був чотирициліндровий двигун, зібраний з двох 2-циліндровим двигунів конструкції Брумелла. Автомобіль під маркою York був продемонстрований наприкінці літа того ж року на місцевому ярмарку. Прототип, крім чотирициліндрового двигуна, мав в активі триступеневу трансмісію і пневматичний стартер.
Однак в серію машини пішли тільки в 1906 році, але під колишньою торговою назвою — Pullman.
Вони зовні відрізнялися від прототипу, технічно ж були схожі. Світ побачило відразу три моделі. Перша, Model C, оснащувалася 28-сильним 2.7 л мотором. Друга модель, Model D, мала колісну базу в 2.62 м, що було на 18 см більше, ніж у попередньої, і вже 35-сильний двигун. Трохи пізніше клієнтам була представлена третя версія — Model F з тим же 35-сильним двигуном, але шасі цієї машини було на 8 см меншим, ніж у Model D. Трансмісія у всіх машин мала карданну передачу до задніх ведучих коліс. До 1907 модельного ряду були підготовлені нові моделі: Model E і Model G. Перша отримала 20-сильний двигун, встановлений на меншу раму, так колісна база зменшилася до 2.34 м. Друга модель навпаки — зросла до 2.74 м в базі, попутно машина отримала більш потужний 4.2 л мотор, потужністю 40 к.с.. Тим часом, в 1907 році в Північній Америці вибухнула чергова економічна криза, і компанія потрапила в скрутне економічне становище. Справу врятували банкіри Томас О'коннор і Оскар Стефенсон, які відправили у відставку Бейлі і Клайна, останні майже відразу відкрили нову компанію — Kline Kar. Нове керівництво підготувало нові машини. Так з'явилася Model В, з індексом, який був пропущений на початку. Мабуть, колишнє керівництво вважало А шестиколісним автомобілем, а В — наступним за ним прототипом, який був показаний на виставці як York. Проте, Model B отримав збільшену до 2.54 м базу при колишньому 20-сильному моторі, а колишня 40-сильна модель отримала індекс 4-40. Цифровий індекс з'явився тому, що фірма, яка просувала свою продукцію зі слоганом: «Наші автомобілі настільки гарні, що виправдають будь-яку ціну», розширила свій модельний ряд шестициліндровою моделлю, увійшовши в елітний клас, хоча ціна і на колишні моделі була далеко не демократичною. Модель 6-30 отримала, як зрозуміло з індексу, тридцятисильний двигун. У 1908 році фірма спонсорувала пробіг з рідного міста Йорк до Сан-Францско і назад. На подорож туди і назад пішов місяць, проте машина прибула своїм ходом, що дозволило продавати машину під слоганом: «Потужний і надійний, як Pierce», у той час спокійно можна було згадати конкурента в рекламі.
До 1909 року з'являються 40-сильні моделі Model I і Model J. Нові версії отримали подвійну систему запалювання і за замовленням преселективну коробку передач з електричним вибором передач. На кермі були встановлені кнопки, чотири з них були пронумеровані відповідно до номера передачі, ще одна кнопка відповідала за задній хід, а на шосту кнопку був виведений електричний гудок, нейтральна передача включалася важелем, який також був розташований на кермі. Працювала коробка передач просто — треба було нажати педаль зчеплення та увімкнути номер передачі, і моторчик за допомогою електрики вибирав потрібну передачу. Мехінізм схожий на сучасну роботизовану коробку передач, тільки вибір передач залишався за водієм.

## Компанія Pullman Motor Car Company

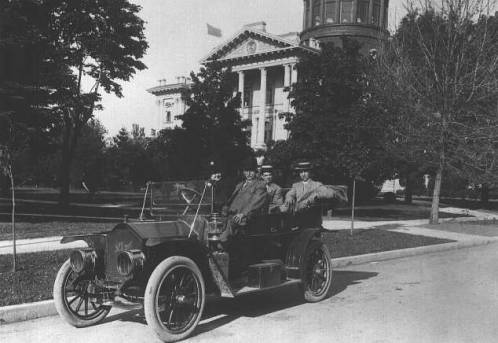
Pullman Model O, машина могла розвивати до 100 км/год

У 1909 році Брумелл продав свої активи, і фірма була перейменована в Pullman Motor Car Co. Модельний ряд розширюється за рахунок моделей L, K, M і О. Технічно всі вони були схожі з попередниками, тільки майже кожна модель мала свої типи кузовів.
У 1910 році фірма бере участь у гонках в Парку Фейрмоунт, що в Філадельфії, колись там проходив один з етапів гонки на кубок Гордона Беннета. На гонки було висталено дві машини, за кермом однієї сидів Джеллард, за кермом другої — Хердесті. Команда не отримала перемоги, а одна машина взагалі вибула з перегонів.
Модельний ряд особливо не змінювався до 1912 року, коли клієнтам знову стали пропонувати шестициліндрові моделі, під капотом моделі 6-60 розмістився величезний 8.6 л мотор, потужністю 66 к.с.. Колісні бази моделей стали ще більшими, база виросла до 3-3,5 м, при тому двигуни залишилися колишніми. До 1914 року в каталогах фірми залишилася тільки фешенебельно дорога шестициліндрова модель, яку прозвали «Палацом на колесах», що жодним чином не позначилося на популярності і, відповідно, на економічному успіху фірми.
Компанія потрапила в скрутний економічний стан, її викупила група нью-йоркських інвесторів на чолі з Джоном Шмідтом, Калрлтоном Хоффом і Едвардами Емігом і Фоксом, які перейменовують фірму в Pullman Motor Car Company. Новий менеджмент переманюють Еда Бердсолла, інженера фірми White, у свою команду, якій дають техзавдання створити доступний, легкий і простий автомобіль, який конкурував би з продукцією фірми Chevrolet, що недавно з'явилася. Так з'являється модель Junior з мотором, об'ємом 3.1 л і потужністю всього 23 к.с., ціна машини була від 740 до 990 доларів, при тому, що колишні моделі трималися на рівні 3500-5000 доларів.
Попутно топовою залишається шестициліндрова модель 6-48, яка отримує з метою економії покупний 5.7 л мотор фірми Continental, потужністю 48 к.с.. Топові моделі продовжували на замовлення оснащуватися електронною преселективною коробкою передач, однак на той час змінився власник патенту, і фірма купувала її тепер у Vulcan Technology.

## Припинення виробництва автомобілів. Закриття компанії
Однак більш доступні машини виявилися далеко не настільки надійними, як їх попередники, часті рекламації не могли позитивно позначитися на попиті. Якщо в 1915 році було продано рекордну кількість автомобілів цієї марки — 4136 примірників (причому, шестициліндрових було продано всього близько 200 екземплярів з цього числа), то в наступному році продажі просіли в півтора раза. Наприкінці грудня 1916 року фірма заявила про свою неспроможність, почалося банкротне діловодство. Незважаючи на труднощі, фірма намагалася продавати модель Junior під назвою 424-32, проте компанії вдалося побудувати і реалізувати більше 1200 автомобілів до середини 1917 року. Але це не змогло її врятувати, і незабаром вона припинила свою діяльність. Через чотири роки в приміщеннях фірми зовсім інші люди відкрили іншу компанію — Bell Motor Car Co, яка також почала виробляти автомобілі, але фірма проіснувала взагалі всього рік.
Всього було випущено трохи більше 21000 примірників автомобілів, з них до наших днів дійшло лише 23 автомобіля.
Дуайт Ейзенхауер купив у 1916 році вживаний Pullman як свою першу машину. Лейтенант був першим у своїй роті, хто обзавівся саморушним екіпажем.

## Список автомобілів Pullman
- 1906 — Pullman Model C
  - Pullman Model D
  - Pullman Model F
- 1907 — Pullman Model E
  - Pullman Model G
  - Pullman Model H
- 1908 — Pullman 6-30
  - Pullman 4-40
  - Pullman Model I
  - Pullman Model J
- 1909 — Pullman Model K
  - Pullman Model L
  - Pullman Model M
- 1910 — Pullman Model O
- 1912 — Pullman 4-30
  - Pullman 4-50
  - Pullman 6-60
- 1913 — Pullman 4-36
  - Pullman 4-44
  - Pullman 6-66
- 1914 — Pullman 6-46
- 1915 — Pullman Junior
  - Pullman 6-48
- 1917 — Pullman 424-32